# Felix Salten
Felix Salten (n. Siegmund Salzmann, n. 6 septembrie 1869, Pesta, Austro-Ungaria – d. 8 octombrie 1945, Zürich, cantonul Zürich, Elveția) a fost un autor austriac și critic literar din Viena. Cea mai faimoasă lucrare a sa este romanul Bambi (1923).

## Lucrări (selecție)
- Der Gemeine (1899)
- Josefine Mutzenbacher, die Geschichte einer Wienerischen Dirne von ihr selbst erzählt (1906)
- Herr Wenzel auf Rehberg und sein Knecht Kaspar Dinckel (1907)
- Olga Frohgemuth (1910)
- Der Wurstelprater (1911)
- Das Burgtheater (1922)
- Der Hund von Florenz (1923)
- Bambi: Eine Lebensgeschichte aus dem Walde (1923)
- Neue Menschen auf alter Erde: Eine Palästinafahrt (1925)
- Martin Overbeck: Der Roman eines reichen jungen Mannes (1927)
- Fünfzehn Hasen: Schicksale in Wald und Feld (1929)
- America in cinci minute (1931)
- Florian: Das Pferd des Kaisers (1933)
- Die Jugend des Eichhörnchens Perri (1938)
- Bambis Kinder (1939)
- Djibi das Kätzchen (1945)